# Стадион Клеантис Викелидис
Стадион Клеантис Викелидис (грч. Στάδιο Κλεάνθης Βικελίδης, Γήπεδο Χαριλάου) је фудбалски стадион у Солуну, Грчка. Стадион је изграђен 1951. године и служио је као домаћи терен Арис Ф.К. из Солуна, једног од најпопуларнијих фудбалских клубова у Грчкој. Оригинално назван стадион Арис, касније је преименован у част Клеантиса Викелидиса, легендарног играча клуба из 1930-их. Познат је и као „Стадион Хаирилау“, по имену округа где се налази. Првобитни капацитет од 23.200 места смањен је на 22.800 због реновирања за Олимпијске игре 2004. године, када је коришћен за фудбалске утакмице. Садржаји стадиона укључују свлачионице, теретану, базен, ВИП ложе и салон, ресторан с погледом на игралиште и просторије за новинаре. Капацитет стадиона остаје 22.800 места.

## Историја
Фудбалски стадион отворен је 1951. године и прошириван је у више фаза. Терен је први пут постављен на траву 1969. године. Западна трибина покривена је кровом 1972. године, док је северна трибина, намењена домаћим навијачима, завршена 1975. године. Модернизација је спроведена за време Олимпијских фудбалских турнира на Летњим олимпијским играма 2004. године.

## Архитектура
Хаирилау је чист фудбалски стадион без атлетске стазе. Најзначајнија промена после реновирања 2004. године била је изградња нове трибине, што је контраст у односу на стари распоред са високим рангом, који је био карактеристичан по низу ложа у доњем делу.
Стадион је опремљен новим седиштима у клупским бојама, жутој и црној. Такође, уклоњене су решетке испред бочних трибина које су раздвајале трибине од терена, а на месту за домаће навијаче постављен је плексиглас.
Навијачи Ариса понекад стадион називају „Ла Бомбонера”, инспирисани истоименим стадионом Боке Јуниорс, пријатељског клуба, са којим Арис често одиграва пријатељске мечеве. То је такође повезано са атмосфером коју стварају њихови навијачи.